# 林予晞
林予晞（1985年1月26日—），台灣女演員，就讀崇光女中高中部，畢業於美國休士頓藝術學院互動多媒體設計系，從事多媒體設計相關工作兩年後，考上香港國泰航空公司，擔任空服員，服務近四年。後因檢查出甲狀腺腫瘤而辭退空服工作，回台開刀治療後，在TVBS擔任戲劇企劃人員。

2014年於TVBS的戲劇節目《A咖的路》中演出助理關關一角受到矚目而正式出道，隨即主演台視五十四集的時代大戲《春梅》及三立高收視率偶像劇《料理高校生》，2017年以戲劇《必勝練習生》入圍第52屆金鐘獎戲劇節目最佳女主角。從學生時期便開始拍攝數位與底片照片，2018年開設第一場攝影展覽《時區檔案》（英語：Instant Documentation），2019年由有鹿文化出版第一本攝影集《時差意識》（英語：Timeslice Consciousness），2020出版第二本攝影集《遊目》（英語：Nomadic Eyes）。
2021年以「戒指流浪記」入圍110年度金鐘獎迷你劇集最佳女主角，睽違4年再度入圍金鐘獎，同年於自家宅錄的Podcast節目《C+ Talk Show》也在各大平台正式上架。2023年出版第三本攝影集《36》，同年以「台灣犯罪故事之出軌」入圍112年度金鐘獎戲劇類最佳女主角。

## 演藝經歷
林予晞與謝欣穎是國中同班同學。出道前的工作有多媒體設計師、國泰航空空服員、TVBS戲劇中心企劃，因在協助演員對戲當中被導演發掘，而開始嘗試幕前演出，由於清新外型和自然的表現，受到觀眾的喜愛和關注，也因此獲台視邀約擔當八點檔年度大戲《春梅》的女主角，在第52屆金鐘獎以《必勝練習生》入圍最佳女主角獎。在2019年的熱門電視劇《我們與惡的距離》裡，劇裡即興發揮的臺詞「可能因為你比較勇敢」獲得劇迷大量的關注與討論，被視為是療癒人心的金句。

## 音樂作品

### 單曲
| 歌曲名稱       | 年份   | 附註                     |
| 〈春風偷偷講〉 | 2015年 | 收錄於《春梅》電視原聲帶 |

## 電視劇
| 首播              | 頻道                         | 劇名                           | 角色             | 性質       |
| 2013年/林韋葶時期 | 中視/TVBS歡樂台              | 飛越龍門客棧                   | 主播(第1、15集)  | 客串       |
| 2013年/林韋葶時期 | 中視/TVBS歡樂台              | 媽，親一下                     | 鴨子             |            |
| 2014年            | 華視/TVBS歡樂台              | A咖的路                        | 關關             |            |
| 2015年            | 台視                         | 春梅                           | 林春梅（李春梅） | 女主角     |
| 2015年            | 三立都會台/東森綜合台        | 料理高校生                     | 方小柔           | 女主角     |
| 2016年            | 台視/東森綜合台              | 必勝練習生                     | 李淑芬           | 女主角     |
| 2017年            | TVBS歡樂台                   | 酸甜之味                       | 周怡丹           | 主演       |
| 2018年            | 搜狐視頻/台視                | 動物系戀人啊                   | 孫可芳           | 主演       |
| 2018年            | 优酷视频                     | 回到明朝當王爺之楊凌傳         | 高文心           | 主演       |
| 2019年            | 公視                         | 我們與惡的距離                 | 宋喬平           | 主演       |
| 2019年            | TVBS歡樂台                   | 天堂的微笑                     | 趙承舒           | 女主角     |
| 2020年            | HBO Asia                     | 戒指流浪記                     | 李麗莎           | 女主角     |
| 2020年            | 優酷視頻                     | 預支未來                       | 白詠琍           | 單元女主角 |
| 2021年            | 愛奇藝國際版/緯來電影台/台視 | 逆局                           | 杜巧恩           |            |
| 2022年            | 公視/friDay影音              | 你的婚姻不是你的婚姻－尾號1314 | Ann(聲音演出)    | 特別演出   |
| 2023年            | 公視/friDay影音              | 你的婚姻不是你的婚姻－沙之書   | 林佑潔           | 單元女主角 |
| 2023年            | Disney+                      | 台灣犯罪故事－出軌             | 邱文青           | 單元女主角 |
| 2024年            | HBO GO                       | 何百芮的地獄毒白               | 陳力華           |            |
| 2025年            | 公視、八大戲劇台             | 死了一個娛樂女記者之後         | 劉知君           | 女主角     |
| 2025年            |                              | 凶宅專賣店                     | 邱婉瑜           |            |
| 2025年            | 公視台語台                   | 人生只租不賣                   |                  |            |

### 電視電影
| 首播   | 頻道 | 劇名                              | 角色   | 性質   |
| 2018年 | 公視 | 公視人生劇展-小貓熊胖達的奇幻冒險 | 許惠玲 | 女主角 |
| 2022年 | 公視 | 公視人生劇展-幻象人               | 予真   | 女主角 |

## 綜藝實境節目
- 《花甲少年趣旅行》林予晞與李天柱、方文琳、是元介主持第二集。  ( 製作人：映畫傳播、邱玉婷）（2022年4月）
- 《閨蜜愛旅行》林予晞與方志友擔任嘉賓（2019年12月）
- 《神秘五金行》林予晞第十二集客串嘉賓。

（2023年8月）
- 《演員們的旅行》林予晞與范少勳主持。(製作人：税成鐸、潘邦育) (2024年1月)

## 電影
| 上映年份 | 電影名稱     | 飾演     | 導演   |
| 2017年   | 以愛為名(Falling In Love)   | 小婷     | 王毓雅 |
| 2019年   | 寒單         | 李文萱   | 黃朝亮 |
| 2024年   | 我在這裡等你 | 陳俞心   | 鄧依涵 |
| 2024年   | 台北追緝令   | 華航空姐 | 黃嘉智 |

### 短篇電影
| 上映年份 | 電影名稱       | 飾演   | 導演   |
| 2021年   | 失智旋轉木馬篇 | 張天韻 | 鄭文堂 |

## 書籍
| 書籍名稱              | 出版日期 | 国际标准书号(ISBN) | 備註                              |
| --------------------- | -------- | ------------------ | --------------------------------- |
| 《時差意識》          | 2019年   | ISBN 9789869677660 | 攝影集 ，出版社：有鹿文化         |
| 《遊目 Nomadic Eyes》 | 2020年   | ISBN 9789869953009 | 攝影集 ，出版社：有鹿文化         |
| 《36》                | 2023年   | ISBN 9786269607808 | 攝影集 ，出版社：雙木林攝影工作室 |

## 音乐录影带（MV）
- 2017 李玖哲《Stay》
- 2017 李玖哲《Will You Remember Me》
- 2017 邱勝翊《我怎麼可能與妳無關》
- 2017 鄭宜農《冬眠》
- 2018 江美琪《家珍》
- 2018 鄭宜農《玉仔的心》(動態攝影)
- 2019 梁靜茹《想都沒想過》(電影寒單主題曲)
- 2019 阿牧君mumu《折返U turn》(攝影)
- 2019 鄭心慈《幸福藏在哪裡》
- 2019 魏如萱《Ophelia》
- 2019 鄭宜農《輕輕觸碰》
- 2020 林俊傑《交換餘生》
- 2020 韋禮安《請你嫁給我》(HBO Asia 原創影集「戒指流浪記」片頭曲，影劇畫面剪輯)
- 2021 蔣卓嘉《愛的數學家》(HBO Asia 原創影集「戒指流浪記」插曲，影劇畫面剪輯)
- 2021 周興哲《如果能幸福》(HBO Asia 原創影集「戒指流浪記」片尾曲)

## 攝影活動
- 2018「大港開唱」演唱會靜態攝影師
- 2018 大象體操「走在沒說完的話裡」演唱會靜態攝影師
- 2018「政大音樂節」演唱會靜態攝影師
- 2018「覺醒音樂節」演唱會靜態攝影師
- 2018「遊牧森林音樂季」演唱會靜態攝影師
- 2018《TAKAO ROCK 18′》演唱會靜態攝影師
- 2018  2018高雄攝影節 X SNAPPP系列活動
- 2018  鄭宜農「玉仔的心」MV動態攝影師
- 2018《時區檔案》林予晞2018攝影個展
- 2018「滅火器 2018 『ON FIRE DATE』 TOUR」演唱會靜態攝影師
- 2018《時區檔案》攝影交流會：唯一聖誕場
- 2018  Leica Camera Taiwan時光檔案分享會
- 2019  攝影書《時差意識》發行
- 2019《時差意識》新書分享會-台北、高雄、台南、宜蘭、新竹、苗栗
- 2019《時差意識》德國法蘭克福書展
- 2019 鄭宜農「給天王星 Dear Uranus」演唱會靜態攝影師
- 2020 擔任城市漂流攝影比賽評審
- 2020 擔任城市漂流攝影比賽決賽評審
- 2020 參加薇薇安邁爾攝影展開幕記者會
- 2020《雙木林》林予晞2020攝影個展
- 2020 攝影書《遊目 Nomadic Eyes》發行
- 2020《遊目》新書分享會-屏東場
- 2020《遊目》新書分享會-台南場
- 2020《木木生花》攝影展-斗六Maimenla 咖啡廳
- 2020《遊目》新書分享會-台北場
- 2020《遊目》新書分享會-台中場
- 2020《雙木林》林予晞攝影展‧Double Wood Photography Exhibition-台北
- 2020《雙木林》林予晞攝影展‧Double Wood Photography Exhibition-苗栗
- 2020《雙木林》林予晞攝影展‧Double Wood  Photography Exhibition-台南
- 2020《雙木林》林予晞攝影展‧Double Wood Photography Exhibition-高雄
- 2021《雙木林》林予晞攝影展‧Double Wood Photography Exhibition-台中
- 2021《雙木林》林予晞攝影展‧Double Wood Photography Exhibition-台中Fleet Street 艦隊咖啡廳
- 2022《36》林予晞2022攝影個展
- 2024《路徑 Passage》林予晞2024攝影個展

## 平面媒體
- 2017 Bella.tw儂儂雜誌五月份人物專訪[15]
- 2017 美麗佳人七月號內頁圖文[16]
- 2019 小日子一月號內頁圖文專訪[17]
- 2019 明潮一月號內頁圖文專訪[18]
- 2019 InStyle Taiwan二月號內頁圖文專訪[19]
- 2019 哈潑時尚 Harper's Bazaar Taiwan專訪[20]
- 2019 ELLE雜誌六月號訪問出刊[21]
- 2019 GQ Taiwan雜誌六月號訪問出刊[22]
- 2019 美麗佳人六月號內頁圖文[23]
- 2019 Bella.tw儂儂雜誌八月號封面人物[24]
- 2019 Weddings新娘物語九月、十月號封面人物[25]
- 2019 ELLE WEDDING 秋冬號封面及內頁圖文[26]

## 獎項紀錄
| 年份   | 頒獎典禮              | 獎項                         | 影片                   | 角色   | 結果 |
| ------ | --------------------- | ---------------------------- | ---------------------- | ------ | ---- |
| 2015年 | 第4屆華劇大賞         | 最佳接吻獎                   | 《料理高校生》         | 方小柔 | 提名 |
| 2015年 | 第4屆華劇大賞         | 最佳螢幕情侶獎               | 《料理高校生》         | 方小柔 | 提名 |
| 2015年 | 第4屆華劇大賞         | 最佳女演員獎                 | 《料理高校生》         | 方小柔 | 提名 |
| 2017年 | 第52屆金鐘獎          | 戲劇節目女主角獎             | 《必勝練習生》         | 李淑芬 | 提名 |
| 2021年 | 第56屆金鐘獎          | 迷你劇集（電視電影）女主角獎 | 《戒指流浪記》         | 李麗莎 | 提名 |
| 2021年 | 第4屆亞洲影藝創意大獎 | 最佳喜劇演出                 | 《戒指流浪記》         | 李麗莎 | 提名 |
| 2023年 | 第58屆金鐘獎          | 戲劇節目女主角獎             | 《台灣犯罪故事－出軌》 | 邱文青 | 提名 |

## 外部連結
- 林予晞Allison Lin的Facebook專頁
- 林予晞的Instagram帳戶
- 林予晞AllisonLin的新浪微博
- YouTube上的林予晞頻道
- 林予晞主持的Podcast c+ talk show （页面存档备份，存于）
- 林予晞Podcast的Instagram帳戶
- TVBS-藝人事務所的Facebook專頁
- TVBS 頂尖事務所 - 林予晞 （页面存档备份，存于）